# Yūsuke Takahashi
Yūsuke Takahashi (japanisch 高橋 悠介 Takahashi Yūsuke; * 17. Oktober 1997 in Yokohama) ist ein japanischer Tennisspieler.

## Karriere
Im Juniorenbereich erreichte Yūsuke Takahashi seine beste Platzierung mit einem 32. Rang im September 2015. Er erreichte 2015 in Wimbledon und bei den Australian Open jeweils das Viertelfinale im Doppel. Auf der Profitour spielt Takahashi hauptsächlich auf der Future und Challenger Tour. Er konnte bisher fünf Einzeltitel auf der Future Tour gewinnen.
2017 feierte Takahashi sein Debüt auf der ATP World Tour in Tokio. In der Qualifikation konnte er sich gegen Adrián Menéndez und Vasek Pospisil durchsetzen und schaffte den Sprung ins Hauptfeld. Dort traf er auf den US-Amerikaner Ryan Harrison, dem er sich knapp in drei Sätzen geschlagen geben musste. Seine beste Platzierung im Einzel war ein 238. Rang, während er im Doppel noch nicht den Sprung in die Top-500 der Weltrangliste geschafft hat.